# Gaizinkalns
A Gaizinkalns Lettország legmagasabb pontja, 312 méterrel a tengerszint felett fekszik. A Baltikum második legmagasabb pontja, nem messze Madonától.
A domb nem magas, de sícentrummá alakították és sok körülötte a vendégház. Télen – alacsonysága ellenére – viszonylag sokan jönnek ide síelni. A domb tetején emelkedett egy 45 méter magas torony, amit a hidegháború idején építettek. A toronnyal együtt a magassága megelőzte a szomszédos Észtország legmagasabb pontját, a Suur Munamägit, amely 318 méter magas. A torony, amit nem készítettek el teljesen, turistalátványosság lett, sokan használták. A használatát megtiltották és 2012-ben lerombolták.
Mint a Baltikum egésze, úgy a Gaizinkalns is az utolsó nagy eljegesedés után kapta meg mostani formáját.

## Galéria

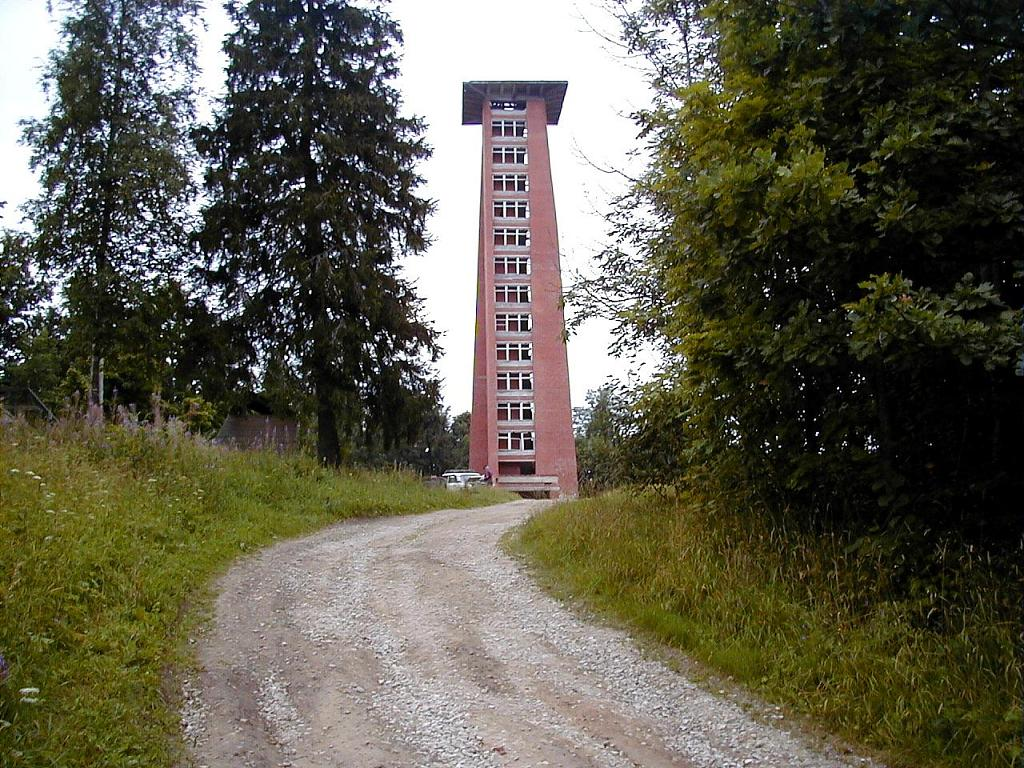
A torony egy kicsit távolabbról
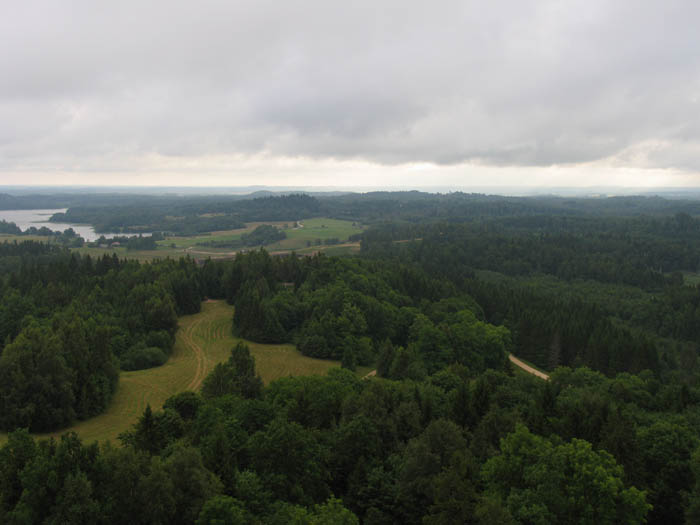
A környező táj

## Fordítás
- Ez a szócikk részben vagy egészben  a   Gaiziņkalns című angol Wikipédia-szócikk ezen változatának fordításán alapul.  Az eredeti cikk szerkesztőit annak laptörténete sorolja fel. Ez a jelzés csupán a megfogalmazás eredetét és a szerzői jogokat jelzi, nem szolgál a cikkben szereplő információk forrásmegjelöléseként.